# 熊本城築城400年祭
熊本城築城400年祭（くまもとじょうちくじょうよんひゃくねんさい）は、2006年12月 - 2008年5月まで熊本城一帯で開催された地方博覧会である。熊本城の築城400年（2007年）を記念して行われた。

## 概要
- キャッチフレーズは、「熊本城は、400歳」。このキャッチフレーズは、公募によってつけられた。
- PR（マスコット）キャラクターは、「ひごまる」という熊本城の形をしたキャラクターである。このキャラクターの名称も、先のキャッチフレーズと同様、公募によってつけられた。ひごまるは、400年祭終了後、熊本市のイメージキャラクターとして引き続き使用されている。

## 内容

### プロローグ「夜明け」
開催期間：2006年12月31日 - 2007年1月3日
- 熊本城築城400年祭 オープニング
  - 同年12月31日に、築城400年祭のオープニングイベントとして開催。

- 【創作舞台】ー清正公新春の言祝ぎ（ことほぎ）ー
  - 日時：2007年1月3日

- 【企画展示】ー錦絵に描かれた清正公展ー
  - 日時：2007年1月10日 - 2月12日

### 第1章「花絵巻」
開催期間：2007年3月24日 - 4月8日
- 大園遊会
  - 同年3月24日、25日に実施された。内容としては、ステージで邦楽の演奏や日舞、フィールドで和菓子の製造実演や販売野点コーナーの設置が行われた。

- 熊本城観桜大茶会（有料）
  - 日時：2007年3月31日、4月1日
  - 協賛：熊本県文化協会茶道部熊本城観桜大茶会実行委員会

- 熊本城花市
  - 日時：2007年4月3日 - 4月8日

- 熊本城合同華展
  - 日時：2007年3月24日 - 4月8日

### 第2章「春絵巻」
開催期間：2007年4月28日 - 5月6日
- 熊本城矢旗まつり
  - 日時：2007年4月28日 - 5月6日

- 忍者劇「火の国の城」
  - 日時：2007年4月28日 - 5月6日

- 古写真とCGに見る熊本城展
  - 日時：2007年4月17日 - 5月20日
  - 協力：崇城大学芸術学部・冨重写真館

- 航空自衛隊飛行チーム「ブルーインパルス」祝賀飛行
  - 同年4月28日午後2時10分から約20分程度、飛行。熊本県出身の村田将一3等空佐が1番機を操縦。告知不足で市民からの苦情が出るなど問題があった（後述を参照）。

### 第3章「夏絵巻」
開催期間：2007年8月1日 - 8月31日
- 野外コンサート
- 真夏の夜の怪談話
- 熊本城シネマウィーク

### 第4章「秋絵巻」
開催期間：2007年10月12日 - 10月28日
- 第6回YOSAKOI九州中国祭りin熊本城・第1回火の国YOSAKOIまつり

### 第5章「冬絵巻」
開催期間：2007年12月31日 - 2008年1月3日

### エピローグ「未来へ」
開催期間：2008年3月22日 - 5月6日（当初の計画では5月5日までだった。）
- くまもと城下まつり
  - 同年4月20日に、熊本城本丸御殿の一般公開に合わせ開催されたイベント。鶴屋東館前から日本郵政グループくまもとビルまでを歩行者天国にし、ステージイベントなどが行われた。

- Vana H Presents「Share the world in Kumamoto〜こころつないで〜」
  - 同年5月5日・こどもの日に、渡辺貞夫と熊本県内外の子どもたちが一緒に演奏するイベント。

- グランドフィナーレ音楽祭〜100年先の未来の君へ〜
  - 同年5月6日に、築城400年祭のフィナーレイベントとして開催。

## 番組
- めざましテレビ at 熊本城
  - 2008年5月5日午前5時25分〜午前8時まで、ほぼすべての内容を熊本城から生放送（芸能とニュースコーナーは東京からの放送）。

## イベントに関する問題
- 「ブルーインパルス」の祝賀飛行に関する問題
  - 第2章「春絵巻」期間中の2007年4月28日、熊本市内上空で「ブルーインパルス」の祝賀飛行が行われたが、熊本市の担当者の広報不足だったせいか、前日に慣熟飛行を行った際、飛行音に市民が驚き、市に苦情が舞い込むという珍事が起きた。この日は熊本県内に光化学スモッグが発生しており、機体が見えにくかったことも原因とされる。